# رنگین‌تاب پیشانی‌آبی
رنگین‌تاب پیشانی‌آبی (نام علمی: Galbula cyanescens) نام یک گونه از سرده رنگین‌تاب‌های میان‌جثه است.